# Pseudechiniscus conifer
Pseudechiniscus conifer är en djurart som tillhör fylumet trögkrypare, och som först beskrevs av Ferdinand Richters 1904.  Pseudechiniscus conifer ingår i släktet Pseudechiniscus och familjen Echiniscidae. Inga underarter finns listade i Catalogue of Life.